# City Golf
City Golf es una localidad y balneario del municipio de Atlántida del Departamento de Canelones en el sur de Uruguay. Se encuentra al norte de la Ruta Interbalnearia, entre Atlántida y Estación Atlántida.

## Población
En 2011 City Golf tenía una población de 1.104 habitantes.
| Año  | Población |
| ---- | --------- |
| 1985 | 216       |
| 1996 | 616       |
| 2004 | 854       |
| 2011 | 1,104     |

Fuente: Instituto Nacional de Estadística de Uruguay